# Середньоусманово
Середньоусма́ново (рос. Среднеусманово, башк. Урта Уҫман) — присілок у складі Чишминського району Башкортостану, Росія. Входить до складу Шингак-Кульської сільської ради.
Населення — 139 осіб (2010; 146 в 2002).
Національний склад:
- башкири — 62 %
- татари — 27 %

Стара назва — Середній Усман.